# Exponor

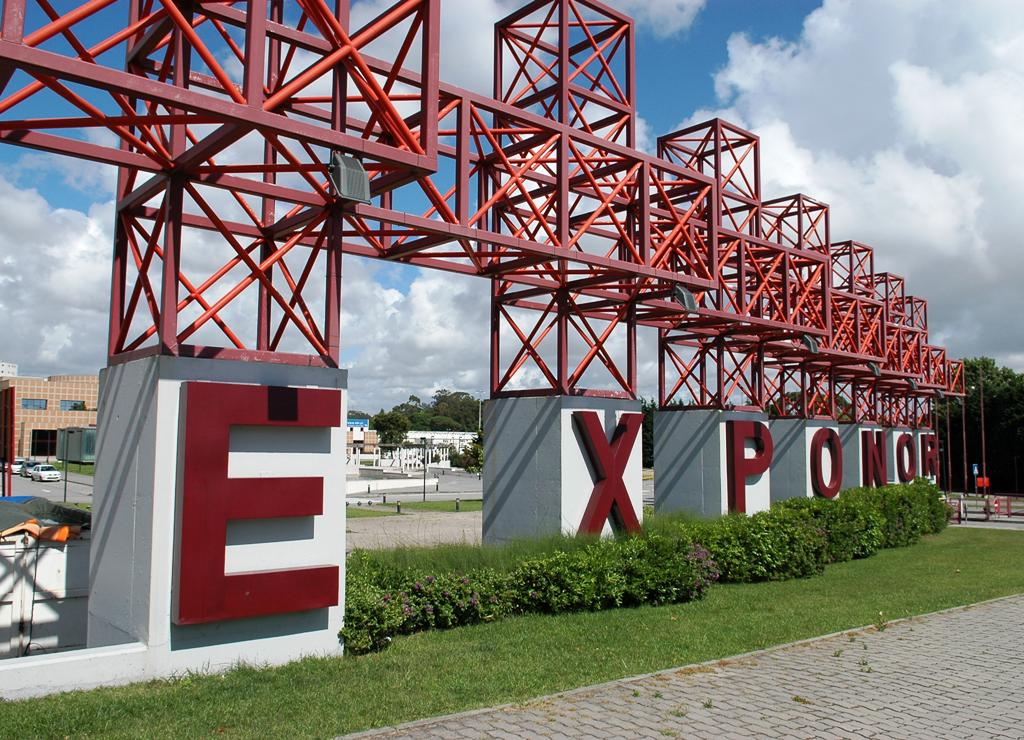
Exponor em Leça da Palmeira, Matosinhos.

A EXPONOR – Feira Internacional do Porto é o maior recinto de feiras e congressos em Portugal, com cerca de 60 mil m² de área coberta, localizado em Leça da Palmeira, Matosinhos, no Grande Porto.
A Exponor é gerida pela Associação Empresarial de Portugal, AEP, cuja experiência na organização de feiras data de há mais de 150 anos, tendo realizado a sua primeira exposição industrial em 1857, na cidade do Porto. Actualmente, a Exponor organiza perto de 40 feiras por ano em Portugal, em Angola e no Brasil, na cidade de São Paulo, através da Exponor Brasil.
Para além da Exponor, a AEP geriu, entre 1995 e 2014, outro grande espaço concebido para acolher grandes eventos, o Europarque, em Santa Maria da Feira.

## Principais feiras
- Ceranor - exposição de cerâmica, vidro, artigos decorativos e utilidades domésticas (anual)
- Concreta - feira internacional de construção e obras públicas (bienal)
- Emaf - exposição internacional de máquinas-ferramenta e acessórios (bienal)
- ExpoNoivos - feira internacional sobre vestuário, acessórios, etc tudo para casamentos
- Export Home - mobiliário, iluminação e artigos de casa para exportação (anual)
- Fimap - feira internacional de máquinas para trabalhar madeira (bienal)
- Interdecoração - casa, decoração e brinde (anual)
- Normédica - feira da saúde (bienal)
- Portojoia - feira internacional de joalharia, ourivesaria e relojoaria (anual)
- Comic Con - festival de cultura Pop (anual)

## História
A visita de uma delegação de industriais portuenses à Exposição Universal de Paris de 1855 fez germinar a ideia de organizar, no Porto, uma exposição dos produtos da indústria nacional.
Dois anos depois, a, então, Associação Industrial Portuense organizou a primeira feira industrial no Porto, no edifício do Asilo de Mendicidade, às Fontainhas, que contou com 206 expositores. Quatro anos mais tarde, a mesma associação foi responsável pela Exposição Industrial do Porto de 1861, que teve lugar no Palácio da Bolsa, contando com oito halls e galerias que exibiam o estado-da-arte da produção industrial de então.
Em 1865 organizou-se a grande Exposição Internacional do Porto, no recinto de ferro e vidro do Palácio de Cristal, construído especificamente para o efeito. A Exposição Industrial, para além de contar com a visita oficial do rei D. Luís, de Dona Maria Pia e do príncipe herdeiro, contou ainda com 3.139 expositores, dos quais 499 franceses, 265 alemães, 107 britânicos, 89 belgas, 62 brasileiros, 24 espanhóis, 16 dinamarqueses e ainda representantes da Rússia, Holanda, Turquia, Estados Unidos e Japão.
Ao longo dos anos, as actividades da Associação foram incluindo a organização e a participação em inúmeras feiras no Porto, em Lisboa e nas colónias portuguesas do tempo.
Mais recentemente, no período compreendido entre 1968 e 1986, realizaram-se 74 exposições às quais ocorreram 5.200 expositores e quase dois milhões de visitantes. Estes certames decorreram no recinto do Pavilhão dos Desportos que, entretanto, sucedeu ao antigo Palácio de Cristal. No entanto, como este espaço dispunha apenas de 5 mil m² e não tinha as condições ideias para a realização de certames industriais e comerciais de cariz internacional, foi decidido construir-se, de raiz, um novo e moderno recinto de feiras, 12 km a norte do centro da cidade do Porto, na freguesia de Leça da Palmeira, Matosinhos.
Este novo espaço, com 20 mil m² de área coberta, fruto de uma parceria entre a Associação e o Gabinete Portex, foi inaugurado em 1987 e baptizado com o nome Exponor (Parque de Exposições do Norte de Portugal). No entanto, apesar de ser quatro vezes maior do que o Pavilhão dos Desportos, o crescimento exponencial das feiras nos anos subsequentes à entrada de Portugal para a União Europeia, obrigou a sucessivas obras de ampliação que praticamente triplicaram a área inicial.
Com o objectivo de dotar a região do Grande Porto de um espaço moderno e de qualidade para a realização de grandes eventos, em 1995, a Associação inaugurou um novo centro de congressos, o Europarque, localizado em Espargo, Santa Maria da Feira, 32 km a sul do centro do Porto.
Em 1998, a Exponor passou a organizar certames também fora de Portugal, com as primeiras feiras em Ourense (Galiza) e na Praia (Cabo Verde). No ano seguinte foi a vez de Maputo (Moçambique) e São Paulo (Brasil). Aqui, foi criada uma subsidiária, a Exponor Brasil, dedicada à organização de feiras e exposições na América do Sul. Desde a sua fundação, em 1999, a Exponor Brasil já realizou mais de vinte feiras em sectores tão distintos como a construção, a decoração, a joalharia, a domótica, a indústria eléctrica e electrónica, a climatização, o vinho, o tabaco, os resíduos sólidos urbanos, etc.
Em 2005, a AEP anunciou a intenção de vir a construir um novo recinto de feiras nas imediações do Europarque, em Santa Maria da Feira, transformando o actual espaço da Exponor num complexo de centros de investigação e espaços empresariais. No entanto, a administração liderada por José António Barros, que assumiu os destinos da AEP em 2008, abandonou o projecto de deslocalização para o Europarque.
Em 2009, como resultado de um protocolo de colaboração assinado com a Feira Internacional de Luanda, a Exponor passou a organizar feiras em Angola, replicando naquele país alguns dos certames de maior sucesso em Portugal. Em Março de 2010 foi assinado um protocolo com vista à criação da sociedade Exponor Moçambique destinada à organização de feiras sectoriais e à gestão de parques de exposições naquele país.